# Rui Moreira Lima
El brigadier Rui Barbosa Moreira Lima (Colinas, 12 de junio de 1919 - Río de Janeiro, 13 de agosto de 2013) fue un piloto brasileño de combate. 
A principios de 2013, era uno de los tres pilotos veteranos que seguían con vida de la participación brasileña en la Segunda Guerra Mundial.
Fue un piloto de combate del escuadrón verde en el primer Grupo de Aviación de Caza (GAvCa) de la Fuerza Aérea de Brasil durante la Segunda Guerra Mundial. Durante el combate, realizó 94 misiones. La primera tuvo lugar el 6 de noviembre de 1944 y la última el 1 de mayo de 1945.
Además, fue el comandante de la base aérea de Santa Cruz entre el 14 de agosto de 1962 y el 2 de abril de 1964, cuando estuvo ausente después del golpe militar.
Fue el autor del libro Senta a Pua!, en el que cuenta los recuerdos de la lucha en el Teatro del Mediterráneo en Italia. Posteriormente, se filmó un documental basado en el libro que tiene el mismo nombre. En su último libro Rui Moreira Lima Diario de Guerra, narra desde su primera misión hasta la última misión en la guerra.
Hasta su fallecimiento en Río de Janeiro, con 94 años, el brigadier Rui Moreira Lima estuvo luchando por conseguir la amnistía que le era denegada por el gobierno.

## Condecoraciones
- Cruz de Aviação, fita A
- Medalha da Campanha da Itália
- Presidential Unit Citation - coletiva
- Medalha de Campanha do Atlantico Sul

## Libros
- Rui Moreira Lima: O Diário de Guerra (2008)
- Senta a Pua!